# Donativum
Das Donativum (Plural: Donativa), deutsch Donativ, war im Römischen Reich ein Geldgeschenk, das die römischen Kaiser unter die Soldaten der Legionen oder der Prätorianergarde verteilten. Der Zweck des donativum variierte, historische donativa waren Ausdruck der Dankbarkeit für die entgegengebrachte oder erwartete Gunst, andere ein erster Sold durch den neuen Herrscher oder einfach für anhaltendes Wohlwollen, das erwartet wurde.

## Hintergrund
Bereits in der Zeit der späten römischen Republik wurden Geldgeschenke an die Berufssoldaten ausgegeben, so beispielsweise von Sulla, Caesar sowie Brutus und Cassius.
Kaiser Augustus hinterließ den Prätorianern noch eine beträchtliche Summe in seinem Testament. Unter der Regierung des Tiberius erhielten die Prätorianer ein Donativum, um zuzulassen, dass ihr Präfekt Lucius Aelius Seianus gestürzt wurde: Jeder Gardist erhielt 10 Goldstücke dafür, dass er davon Abstand nahm, ihn zu verteidigen. Im Jahr 41, nach dem Mord an Caligula, unterstützte die Garde Claudius, und nach einer kurzen Zeit begriff der Senat, dass es die Garde war, die ihn auf den Thron gesetzt hatte. Claudius gab ihnen 150 Aurei, etwa 3.750 Denare – die Senatoren taten jährlich 100 Sesterzen hinzu, um an Claudius Inthronisierung zu erinnern.
Donativa wurden üblicherweise zum Amtsantritt eines neuen Kaisers ausgegeben, aber auch zu anderen bedeutenden Anlässen wie Thronjubiläen, der Verleihung von Ehrentiteln an einen Mitregenten, am Tag des Tirocinium flori des Thronfolgers oder anlässlich der Bekleidung des Kronprinzen mit der Toga virilis, bei bedeutenden Adoptionen oder Heiraten in der Kaiserfamilie. Es sind auch Situationen bezeugt, bei denen ein Kaiser Soldaten mithilfe eines donativums vom Plündern abzuhalten suchte oder aber gegnerische Legionäre für sich gewinnen wollte.
Im 2. und 3. Jahrhundert aber wurde diese Form der Bestechung ein zentraler Punkt für jeden erfolgreichen Regenten, zum Beispiel bei vielen Soldatenkaisern zwischen 235 und 284 – vor allem an die Prätorianergarde, die dem Kaiser wesentlich näher war und daher eine größere Gefahr für seine Sicherheit darstellte. Die in Rom stationierten Kohorten waren schwierig ruhigzuhalten und schnell bei der Hand, wenn es darum ging, einen Mord zu begehen. Das donativum diente also dazu, die Unterstützung und Loyalität der Prätorianer zu erhalten. Umgekehrt hatte keinen Anspruch darauf, wer Kriegsgefangener war oder der Desertion beschuldigt wurde.
Auch nach der Auflösung der Prätorianergarde im Jahr 312 blieben kaiserliche, in der Spätantike oft als largitio bezeichneten Donative an die Truppen (wenigstens aus Anlass des Herrschaftsantritts) mindestens bis ins 6. Jahrhundert hinein üblich. Zunehmend löste das regelmäßige donativum die Soldzahlungen ab, bis die Begriffe komplett verschwammen.
| Kaiserliche Donativa an die Prätorianergarde 14–193 | Kaiserliche Donativa an die Prätorianergarde 14–193 | Kaiserliche Donativa an die Prätorianergarde 14–193             | Kaiserliche Donativa an die Prätorianergarde 14–193 |
| --------------------------------------------------- | --------------------------------------------------- | --------------------------------------------------------------- | --------------------------------------------------- |
| Jahr                                                | Kaiser                                              | Anlass                                                          | Höhe in Denaren und Beleg                           |
| 014                                                 | Augustus                                            | Testament                                                       | 250                                                 |
| 031                                                 | Tiberius                                            | Loyalität beim Sturz des Sejanus                                | 1.000                                               |
| 037                                                 | Caligula                                            | Thronbesteigung                                                 | 250                                                 |
| 041                                                 | Claudius                                            | Thronbesteigung                                                 | 3.750                                               |
| jährlich                                            | Claudius                                            | Regierungsjubiläum                                              | 25                                                  |
| 054                                                 | Nero                                                | Thronbesteigung                                                 | 3.750                                               |
| 069                                                 | Galba                                               | Zusage an Gaius Nymphidius Sabinus, aber nicht gezahlt          | 7.500                                               |
| 069                                                 | Otho                                                | Zusage                                                          | 1.250                                               |
| 069                                                 | Vitellius                                           | Zusage                                                          | [ 21 ]                                              |
| 069                                                 | Vespasian                                           | normales donativum                                              | unbekannt                                           |
| 079                                                 | Titus                                               | normales donativum                                              | unbekannt                                           |
| 081                                                 | Domitian                                            | Verdoppelung des donativum geplant, aber normale Summe gezahlt  | unbekannt                                           |
| 098                                                 | Trajan                                              | normales donativum                                              | unbekannt                                           |
| 117                                                 | Hadrian                                             | normales donativum verdoppelt                                   | unbekannt                                           |
| 145                                                 | Antoninus Pius                                      | Hochzeit der Tochter Faustina mit Mark Aurel                    | unbekannt                                           |
| 161                                                 | Mark Aurel                                          | Gemeinsame Regierung mit Lucius Verus                           | 5.000                                               |
| 180                                                 | Commodus                                            | normales donativum; ein zweites versprochen, aber nicht gezahlt | unbekannt                                           |
| 193                                                 | Pertinax                                            | zahlte das von Commodus versprochene Donativ aus                | 3.000                                               |
| 193                                                 | Didius Julianus                                     | ersteigerte den Thron                                           | 6.250 versprochen, 7.500 gezahlt                    |
| 193                                                 | Septimius Severus                                   | donativum anlässlich des Sieges im Bürgerkrieg                  | [ 31 ]                                              |
| 203                                                 | Septimius Severus                                   | zehnjähriges Regierungsjubiläum                                 | 250                                                 |